# Neothauma tanganyicense
Genre
Espèce
Statut de conservation UICN

 LC  : Préoccupation mineure
Neothauma tanganyicense est une espèce de mollusque gastéropode de la famille des Viviparidae.

## Répartition
Cette espèce est présente dans le lac Tanganyika en Afrique. Des fossiles ont également été trouvés dans les lacs Édouard et Albert.

## Écologie
Ce mollusque est la nourriture principale de Synodontis multipunctatus, ses coquilles vides servent d'abri et de site de ponte à plus d'une dizaine d'espèces de lamprologiens dits « conchylicoles ».